# Лервилл, Шейла
Шейла У. Лервилл (до замужества — Александер) (англ. Sheila W. Lerwill (Alexander), род. 16 августа 1928, Лондон) — британская и канадская легкоатлетка, выступавшая в прыжках в высоту. Серебряный призёр летних Олимпийских игр 1952 года, чемпионка Европы 1950 года.

## Биография
Шейла Лервилл родилась 16 августа 1928 года в Лондоне.
Выступала в легкоатлетических соревнованиях за «Спартан Лейдиз». Четырежды выигрывала чемпионат женской любительской легкоатлетической ассоциации Великобритании в прыжках в высоту (1950—1951, 1953—1954).
В 1950 году завоевала золотую медаль чемпионата Европы по лёгкой атлетике в Брюсселе, показав результат 1,63 метра.
7 июля 1951 года установила мировой рекорд, прыгнув на 1,72 метра. Достижение продержалось в течение почти трёх лет: 22 мая 1954 года его побила Александра Чудина из СССР (1,73).
В 1952 году вошла в состав сборной Великобритании на летних Олимпийских играх в Хельсинки. Завоевала серебряную медаль в прыжках в высоту, показав результат 1,65 метра и уступив 2 сантиметра выигравшей золото Эстер Бранд из ЮАС.
В 1954 году выступала за сборную Канады на Играх Британской империи и Содружества наций в Ванкувере, где заняла 4-е место в прыжках в высоту (1,57).

## Личный рекорд
- Прыжки в высоту — 1,71 (7 июля 1951, Лондон)[5]